# UglyDolls: Extraordinariamente feos
UglyDolls: Extraordinariamente feos es una película estadounidense animada por computadora ciencia ficción musical jukebox y de comedia dirigida por Kelly Asbury, producida por Robert Rodríguez a través de su compañía de producción, Troublemaker Studios, y escrita por Blaise Hemingway, Erica Rivinoja, y Larry Stuckey. Está basada en los juguetes de peluche del mismo nombre. La película cuenta con las voces de Kelly Clarkson, Nick Jonas, Wanda Sykes, Gabriel Iglesias, Pitbull, Wang Leehom, Blake Shelton, Janelle Monáe, Emma Roberts, Bebe Rexha, Charli XCX, y Lizzo. Fue estrenada el 3 de mayo de 2019 por STX Entertainment.

## Resumen
En un universo oculto, los muñecos se antropomorfizan y se eligen para un solo niño, mientras que los muñecos deformados se dejan caer en la remota ciudad de Uglyville. Entre estos muñecos está la idealista Moxy (Kelly Clarkson), que sueña con el "Gran Mundo" y que la elijan para un niño ("Hoy es el día" / "No podría ser mejor"), a pesar de que el alcalde de Uglyville, Ox (Blake Shelton) le asegura que esto es un mito. Siguiendo el consejo del tímido "hombre sabio" Lucky Bat (Wang Leehom), Moxy entra en el agujero desde el que llegan los nuevos Ugly Dolls, con la esperanza de llegar al Gran Mundo con la ayuda de Lucky Bat y sus amigos, el perro feo ( Pitbull ), la cínica panadera Wage (Wanda Sykes), y el fuerte Babo.
Moxy y sus amigos siguen el túnel hasta el Instituto de Perfección ("Hoy es el día (perfecto)") donde las muñecas pasan por una serie de pruebas, que culminan en 'The Gauntlet', una carrera de obstáculos basada en una casa humana, para encontrar su niño perfecto. El líder de muñecas superficiales del Instituto Lou (Nick Jonas) se encuentra con los Ugly Dolls ("The Ugly Truth"), pero afirma que no cumplen con los estándares para participar en el Gauntlet. Frente a la positividad de Moxy, Lou acepta dejarlos intentar, con la esperanza de arruinar su optimismo. Los amigos conocen a una muñeca perfecta tan cariñosa y de piel morena llamada Mandy (Janelle Monáe), que acepta más a los Ugly Dolls y tiene mala vista, pero se niega a usar anteojos y ser etiquetada como 'imperfecta'.
Los primeros días de entrenamiento de los Ugly Dolls ("You Make My Dreams") terminan en desastre, ya que son arrojados a una lavadora que los hace terminar como puffballs para el más mínimo desorden, y se visten como los muñecos perfectos. para una mejor oportunidad de llegar al Gran Mundo ("All Dolled Up"). Lou envía a sus secuaces, las Spy Girls, un trío rebelde de muñecas perfectas con trajes negros :Tuesday (Bebe Rexha), Kitty (Charli XCX) y Lydia (Lizzo) - para secuestrar a Ox, y le hace confesar que él y Lou alguna vez fueron amigos que se entrenaron para el Gauntlet, hasta que Ox no cumplió con sus estándares y fue desterrado a la papelera de reciclaje de la fábrica de muñecos, que no terminó y pronto fue llorando. Después, lo abordó para allanar el camino a Uglyville, donde mantuvo el Gran Mundo en secreto de sus compañeros Ugly Dolls para protegerlos del mismo rechazo. Desmoralizada, Moxy abandona su búsqueda y regresa a Uglyville.
Al enterarse de la verdad, los residentes de Uglyville pierden la moral. Al día siguiente, cuando Moxy se resigna a una vida de tristeza y odio a sí misma, Mandy la visita y la convence de que lo que Lou dijo no importa, solo la creencia de Moxy de que hay un niño para ella en el Gran Mundo ("Irrompible"). Con su confianza renovada, Moxy decide reunirse en el Gauntlet, pero ella y Mandy son secuestradas por las Spy Girls a las órdenes de Lou de llevarlas a la papelera de reciclaje. El resto de los Ugly Dolls pronto se enteran de esto y vienen a su rescate, y llegan al Guantelete, para disgusto de Lou.
A medida que los Ugly Dolls avanzan a través de los desafíos, Ugly Dog distrae a un perro robótico disfrazándose y bailando para ayudar a los otros Ugly Dolls ("Bon Bon"), lo que lleva a Lou a intentar sabotear a Moxy. Al acercarse a la línea de meta, Lou hace llorar a un bebé robótico después de patearlo en la cara, lo que provocó que los muñecos perfectos, incluidas las Spy Girls, lo rechazaran, mientras que una empática Moxy consuela al bebé que llora. Lou cruza la línea de meta, pero Moxy y sus amigos son los ganadores por hacer feliz a un niño, el verdadero propósito de un muñeco. Lou se revela como un 'prototipo' que da como resultado los estándares originales. Enfurecido, Lou, en un último intento por evitar que los Ugly Dolls se vayan, trata de usar una aguja de tejer gigante para destruir el portal al Gran Mundo creyendo que si no puede ir, entonces nadie puede. Sin embargo, los Ugly Dolls se rebelan contra Lou y hacen que el perro robótico lo lleve a la lavadora.
Los Ugly Dolls y los Muñecos perfectos arreglan el portal, hacen las paces y fusionan sus pueblos de origen para crear la ciudad de Imperfección ("The Big Finale"). Moxy finalmente atraviesa el portal, donde es puesta en los brazos de su niño especial, una niña llamada Maizy que se revela que tiene una boca imperfecta como la de Moxy, para su alegría.
Durante los créditos ("Broken & Beautiful"), se muestra que los Ugly Dolls, Mandy y las Spy Girls han encontrado a su propio niño especial con características similares, mientras que Lou es degradado al servicio de limpieza y supervisado por el perro robótico.

## Reparto
| Personaje      | Actor original (EE. UU.) | Actor de doblaje (Hispanoamérica) | Actor de doblaje (España) |
| -------------- | ------------------------ | --------------------------------- | ------------------------- |
| Moxy           | Kelly Clarkson           | Tini Stoessel                     | Nerea Rodríguez           |
| Mandy          | Janelle Monáe            | Sofía Reyes                       | Chenoa                    |
| Lou            | Nick Jonas               | Mario Bautista                    | Blas Cantó                |
| Ox             | Blake Shelton            | Beto Castillo                     | José Padilla              |
| Ugly Dog       | Pitbull                  | Pitbull                           | Pitbull                   |
| Wage           | Wanda Sykes              | Alejandra de la Rosa              | Raquel Cubillo            |
| Suertudo       | Wang Leehom              | Carlo Vázquez                     | Rafa Romero               |
| Babo           | Gabriel Iglesias         | Manuel Campuzano                  | Juan Logan Jr.            |
| Cabeza Plana   | Emma Roberts             | Nycolle González                  | Marina Romero             |
| Sandy / Martes | Bebe Rexha               | Carolina Kopelioff                | Claudia Caneda            |
| Kitty          | Charli XCX               | Katja Martínez                    | Sandra Villa              |
| Lydia          | Lizzo                    | Mariel Percossi                   | Laura Nogales             |
| Peggy          | Ice-T                    | Moisés Iván Mora                  | Jos Gómez                 |

## Producción
En mayo de 2011, se anunció que Illumination Entertainment había adquirido los derechos para hacer una película animada de Uglydolls. Chris Meledandri fue seleccionado para producirla, con un guion de Larry Stuckey. Los creadores originales, David Horvath y Sun-Min Kim, son los productores ejecutivos. Cuatro años más tarde, en 2015, la revista Variety informó que una película de animación basada en Uglydolls sería el primer proyecto producido por la nueva división de "familia y animación" de STX Entertainment. El 28 de marzo de 2017, Robert Rodríguez firmó para dirigir, escribir y producir la película, con una fecha de estreno fijada para el 10 de mayo de 2019. La película será producida por Troublemaker Studios y OddLot Entertainment, con la animación proporcionada por Reel FX Creative Studios.
En marzo de 2018, se anunció que la voz del rapero Pitbull aparecería en la película con un papel desconocido, y que haría también una canción original para la película. En mayo de 2018, se anunció que Kelly Asbury había firmado para dirigir la película. En julio de 2018, otro cantante Kelly Clarkson se unió al reparto de voces de la película como la voz de Moxy, y proporcionaría una canción original para la película En agosto de 2018, Nick Jonas se unió al reparto de voces de la película, y él también realizaría una canción original para la película. En septiembre de 2018, los comediantes Wanda Sykes y Gabriel Iglesias se incorporaron a la película. El 20 de septiembre de 2018, se anunció que el cantante de música country Blake Shelton se había unido a la película, y sería la voz de Ox, así como el cantante de música original. En octubre de 2018, se anunció que Janelle Monáe y Emma Roberts habían sido contratados para la película.

## Música
La película contará con música original de Kelly Clarkson, Pitbull, Nick Jonas, Robin Stevens Blake Shelton, Nerea Rodríguez, Why Don't We y Janelle Monáe Y Omar Angulo. La banda sonora está compuesta por Christopher Lennertz y será lanzada por Atlantic Records.

## Promoción
El primer tráiler de la película fue lanzado el 8 de noviembre de 2018.

## Estreno
UglyDolls fue estrenada el 3 de mayo de 2019 por STX Entertainment.

## Recepción

### Respuesta de la crítica
En Rotten Tomatoes, la película tiene una aprobación del 27% con base en las 70 reseñas, con un promedio de 4.39/10. El consenso crítico del sitio dice: "Los espectadores más jóvenes podrían entretenerse con UglyDolls, si solo fuera que tuvieran menos posibilidades de reconocer los muchos elementos familiares en su afirmativa aunque formulaica historia."